# Radosław Czarkowski
Radosław Czarkowski (ur. 1966 w Zielonej Górze) – polski grafik, dr hab. nauk sztuk plastycznych, profesor nadzwyczajny i dyrektor Instytutu Sztuk Wizualnych Wydziału Artystycznego Uniwersytetu Zielonogórskiego.

## Życiorys
W 1992 ukończył studia graficzne w Państwowej Wyższej Szkole Sztuk Plastycznych w Poznaniu, natomiast 10 czerwca 1999 obronił pracę doktorską Konflikt - obiekty do nie-porozumień, 17 listopada 2009 habilitował się na podstawie oceny dorobku naukowego i pracy zatytułowanej Begrab mein Herz. Został zatrudniony na stanowisku adiunkta w Instytucie Sztuki i Kultury Plastycznej na Wydziale Artystycznym Uniwersytetu Zielonogórskiego.
Objął funkcję profesora nadzwyczajnego, a także dyrektora Instytutu Sztuk Wizualnych Wydziału Artystycznego Uniwersytetu Zielonogórskiego.